# أندريه جيروس
أندريه جيروس (بالأوكرانية: Андрей Михайлович Герус) رجل دولة وسياسي أوكراني. ممثل رئيس أوكرانيا فولوديمير زيلينسكي في مجلس وزراء أوكرانيا (22 مايو - 11نوفمبر 2019). ونائب الشعب لأوكرانيا التاسع من حزب «خادم الشعب».

## وصلات خارجية
- https://www.president.gov.ua/documents/3142019-27173
- https://www.president.gov.ua/documents/8382019-30393
- https://dt.ua/POLITICS/hto-prohodit-v-radu-vid-slugi-narodu-spisok-318175_.html
- https://sluga-narodu.com/candidates/list